# El caso Moro
El caso Moro es una película de 1986 dirigida por Giuseppe Ferrara, con un guion extraído del libro EI día de la ira. El caso Moro sin censuras, de Robert Katz, publicado en 1982. Katz es coautor del guion. Fue la primera película en narrar el secuestro y muerte del estadista italiano Aldo Moro, con la interpretación del papel protagonista confiada a Gian Maria Volonté. La película quiere ser neutral y refleja el estado de ánimo del protagonista siguiendo las cartas escritas de su puño y letra.

## Trama
La película recorre cronológicamente los 55 días del secuestro de Aldo Moro, deteniéndose en los sucesos que caracterizaron aquellos dos meses en la vida del país. Momento especial son las escenas dedicadas a los contactos entre el Estado y las organizaciones criminales italianas (camorra, Banda della Magliana, etc.)

## Reparto
| Actor                 | Personaje                        | Notas                              |
| --------------------- | -------------------------------- | ---------------------------------- |
| Gian Maria Volontè    | Aldo Moro                        |                                    |
| Mattia Sbragia        | 1.er Brigadista                  |                                    |
| Bruno Zanin           | 2.º Brigadista                   |                                    |
| Consuelo Ferrara      | 3.er Brigadista                  |                                    |
| Enrica Maria Modugno  | 4.º Brigadista                   |                                    |
| Enrica Rosso          | 5.º Brigadista                   |                                    |
| Maurizio Donadoni     | 6.º Brigadista                   |                                    |
| Stefano Abbati        | 7.º Brigadista                   |                                    |
| Danilo Mattei         | 8.º Brigadista                   |                                    |
| Massimo Tedde         | 9.º Brigadista                   |                                    |
| Francesco Capitano    | 10.º Brigadista                  |                                    |
| Margarita Lozano      | Nora Moro                        |                                    |
| Sergio Rubini         | Giovanni Moro                    |                                    |
| Daniela De Silva      | Maria Fida Moro                  |                                    |
| Emanuela Taschini     | Anna Moro                        |                                    |
| Ginella Vocca         | Agnese Moro                      |                                    |
| Umberto Raho          | Oficial de aduanas               |                                    |
| Silverio Blasi        | Gral. de ejército                |                                    |
| Franco Trevisi        | Oficial de policía               |                                    |
| Giuseppe Ferrara      | Cnel. De CC                      |                                    |
| Pino Ferrara          | Cnel. De CC                      |                                    |
| Nicola Di Pinto       | Oficial de policía               |                                    |
| Daniele Dublino       | Presidente del consejo           |                                    |
| Piero Vida            | Secretario del PSI               |                                    |
| Bruno Corazzari       | Secretario del DC                |                                    |
| Gabriele Villa        | Ministro de Estado               |                                    |
| Francesco Carnelutti  | Secretario del PCI               |                                    |
| Paolo Maria Scalondro | Asistente del secretario del PSI | Acreditado como Paolo M. Scalondro |
| Dante Biagioni        | Presidente del Senado            |                                    |
| M. Ferrara Santamaria | Papa Paulo VI                    |                                    |
| Augusto Zucchi        | Padre Stefani                    |                                    |
| Luciano Bartoli       | Altro Brigatista                 |                                    |
| Andrea Aureli         | Vigile di fuoco                  |                                    |
| Benito Artesi         |                                  |                                    |
| John Armstead         |                                  |                                    |
| Salvatore Chiosi      | 11.º Brigadista                  |                                    |
| Nadia Eliazarian      |                                  |                                    |
| Salvatore Gioncardi   |                                  |                                    |
| Jorge Krimer          |                                  |                                    |
| Giuseppe Morabito     |                                  | Acreditado como Pino Morabito      |

## Distribución
La película se distribuyó en el circuito cinematográfico italiano el 20 de noviembre de 1986.

## Acogida
La película fue el 32.º mayor éxito de la temporada cinematográfica italiana 1986-87.

## Reconocimientos
- Festival Internacional de Cine de Berlín 1987
  - Oso de plata al Mejor actor (Gian Maria Volontè)

## Curiosidad
- La película fue transmitida en primera televisión italiana en el Canale 5 el 9 de mayo de 1988 a las horas 20:30, con ocasión del décimo aniversario de la muerte del estadista democristiano; el pase de la película por televisión fue seguido por un programa especial titulado Caso Moro, dirigido por el periodista Giorgio Medail.[1]